# Molí fariner de Siscars (Torrebesses)
El Molí fariner de Siscars és una obra de Torrebesses (Segrià) inclosa a l'Inventari del Patrimoni Arquitectònic de Catalunya.

## Descripció
Restes d'un molí fariner en mal estat de conservació i cobert de vegetació. Es conserven alguns murs de l'estructura, fets amb carreus irregulars. La bassa està coberta de vegetació.